# نقطة ثابتة (رياضيات)

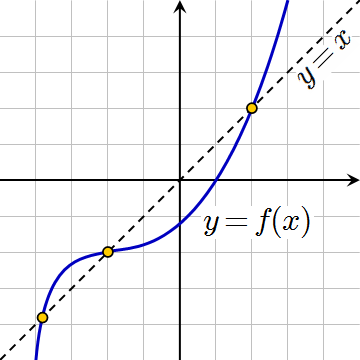
دالة بثلاث نقاط ثابتة

النقطة الثابتة أو النقطة الملحلحة من الدالة الرياضية هي النقطة المصورة بذاتها أي الموجودة في المستقيم ذي المعادلة ش ل ص (y = x).